# Protogrammus sousai
Protogrammus sousai är en fiskart som först beskrevs av Maul 1972.  Protogrammus sousai ingår i släktet Protogrammus och familjen sjökocksfiskar. Inga underarter finns listade i Catalogue of Life.